# Astigarraga
Astigarraga  là một đô thị trong tỉnh Guipúzcoa thuộc cộng đồng tự trị Xứ Basque, Tây Ban Nha. It's famous for its hard cider.